# Octanal
L'octanal, aldehid caprílic o aldehid C-8, és un compost orgànic, un aldehid alifàtic, amb la fórmula química CH₃(CH₂)₆CHO. És un líquid perfumat incolor i amb olor de fruita que es produeix de manera natural en olis essencials de cítrics. S'utilitza comercialment com a component en perfums i en la producció de sabors per a la indústria alimentària. Generalment es produeix per hidroformilació d'heptè i per la deshidrogenació de l'1-octanol.